# Proton Holdings Berhad
Proton es un fabricante de automóviles y motocicletas malayo. El nombre Proton es el acrónimo de Perusahaan Otomobil Nasional y es el único fabricante nacional de origen malayo. Fue fundada en 1985 bajo la dirección del primer ministro, Mahathir Mohamad. Proton cotiza en la Bolsa de Malasia.
Una de las acciones en materia de negocios logradas por Proton, fue la compra en 1996 de la mayor parte del paquete accionario de la marca Lotus Cars, marca adquirida a la ex-General Motors Corporation. Actualmente, Proton y Lotus desarrollan su propia tecnología a la par, logrando productos de alta calidad.
Existió también una alianza estratégica entre Proton y el fabricante japonés Mitsubishi Motors, mediante la cual Proton desarrolló vehículos basados en modelos Mitsubishi, siendo el caso más conocido del Proton Wira, el cual es un modelo basado en la quinta generación del Mitsubishi Lancer.

## Historia

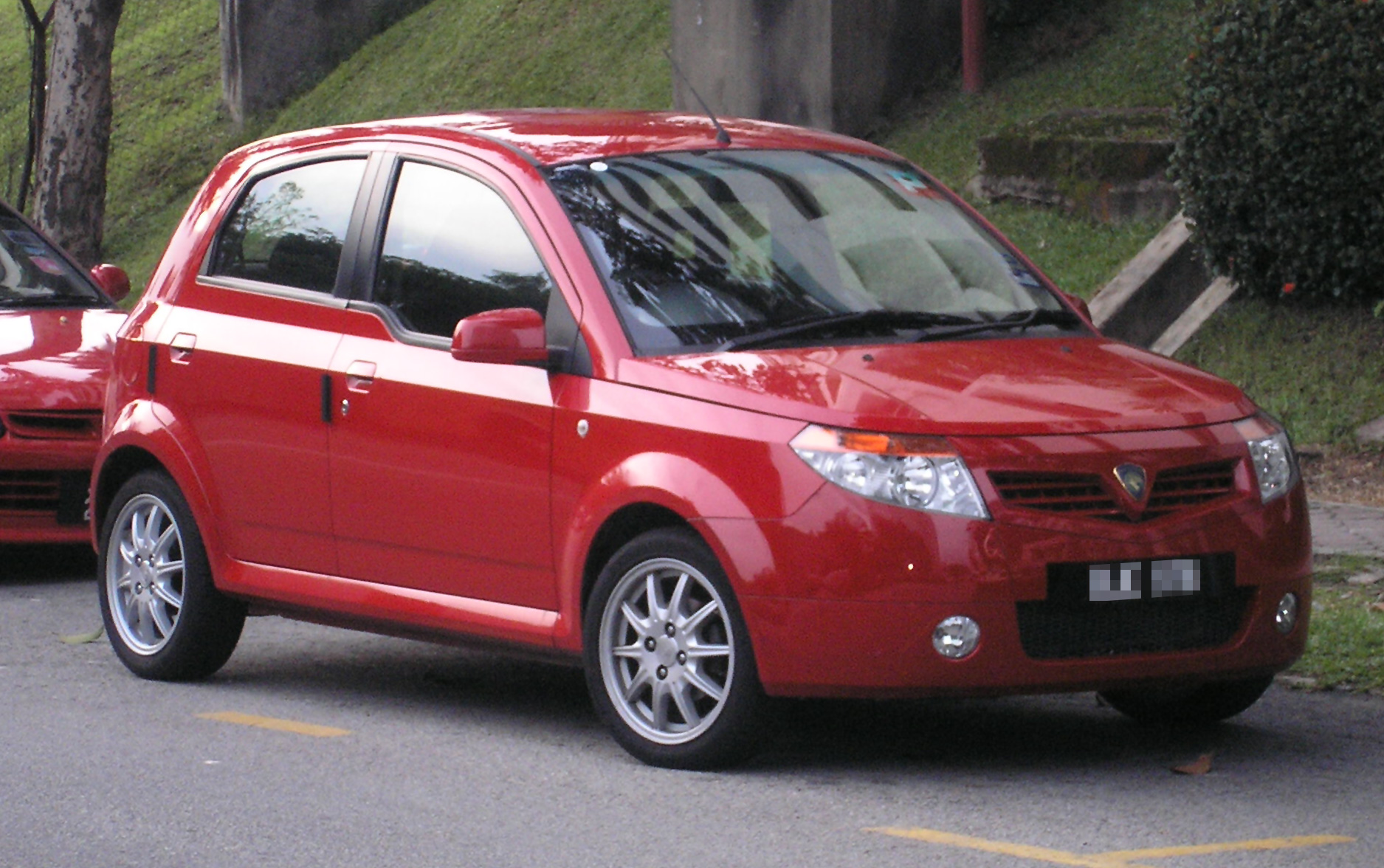
Proton Savvy

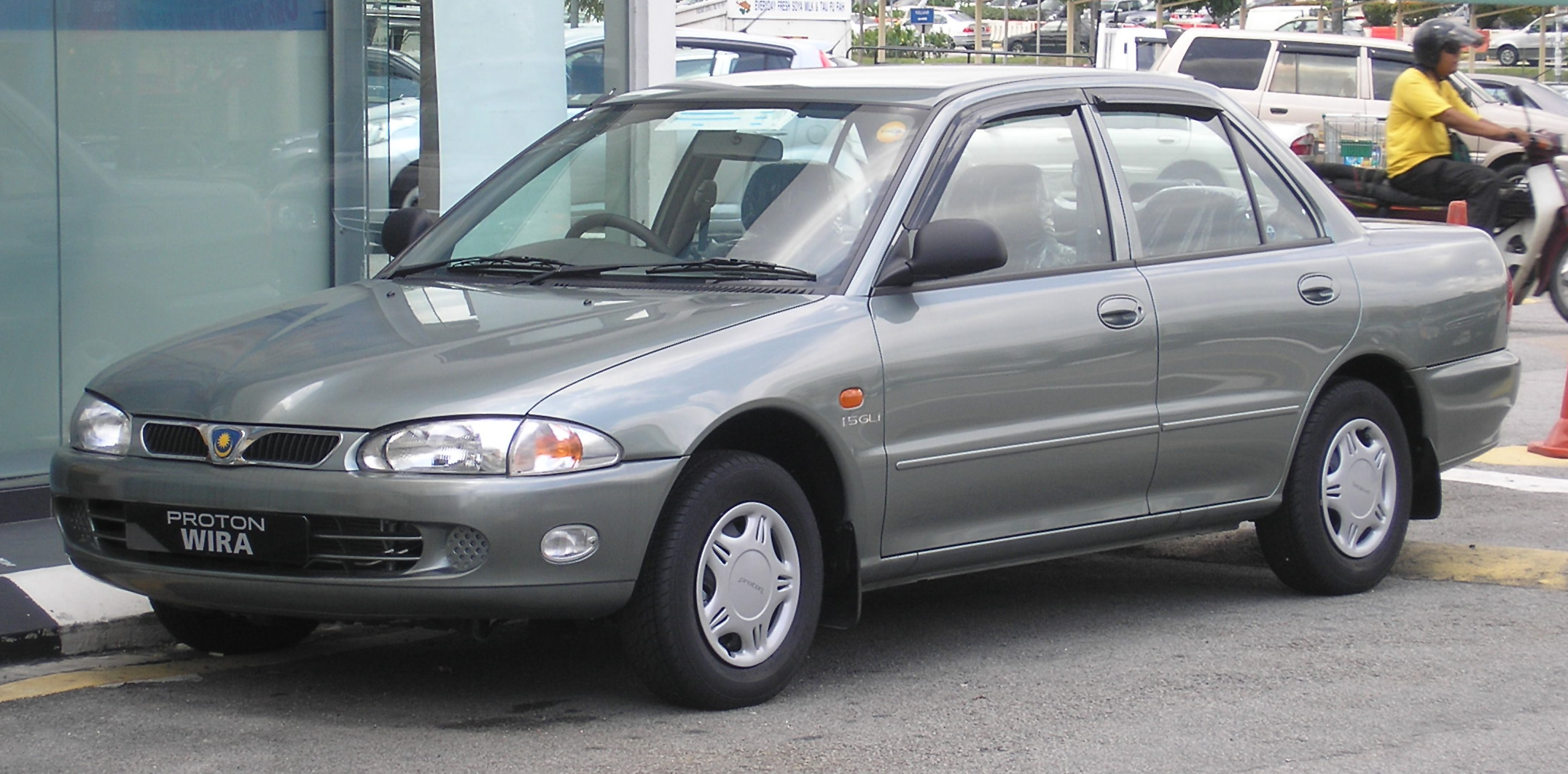
Proton Wira

El concepto de coche nacional fue concebido en 1979 por el entonces vice primer ministro de Malasia, Mahathir Mohamad, con el objetivo de mejorar la industria del país. El Proyecto Nacional de Automóviles fue aprobado por el Gabinete en 1982, lo que llevó a la fundación de Proton el 7 de mayo de 1983. Fue de propiedad absoluta del gobierno de Malasia a través de Khazanah Nasional en su creación. Fue encabezado por su fundador, el Dr. Mahathir. Proton se acercó a Mitsubishi Motors entre 1983 y 1984 y negoció una joint-venture entre ambas compañías para la producción del primer automóvil malayo. El resultado de la colaboración fue el Proton Saga, que se lanzó el 9 de julio de 1985.
Se basó en la segunda generación de 1983  Mitsubishi Lancer Fiore 4 puertas sedán y funcionaba con un motor de 1.3 litros  Mitsubishi Orion 4G13. El primer Proton Saga en salir de la línea de producción en Shah Alam se conserva en Muzium Negara como un símbolo del inicio de la industria automotriz de Malasia. Las ventas del Saga superaron la oferta y Proton luchó por satisfacer la creciente demanda, pero a mediados de 1986 había capturado una participación mayoritaria del 64% en el mercado interno en el segmento por debajo de 1600cc. Más tarde, en octubre de 1987, se lanzó una variante llamada Proton Saga Aeroback que incluía un motor Mitsubishi 4G15 más potente de 1.5L y una parte trasera rediseñada. Proton ingresó al Reino Unido en marzo de 1989 con el dúo Soon y hatchback del Saga, donde la compañía de Malasia estableció el récord de "La marca más rápida de automóviles nuevos en entrar al Reino Unido". Las ventas de Proton disminuyeron a finales de la década de 1980 como resultado de la recesión económica mundial y la falta de experiencia técnica en la gestión de Proton. Kenji Iwabuchi, un exejecutivo de Mitsubishi Motors, fue nombrado como el director gerente de Proton en 1988. En la década que siguió, hubo importantes avances tanto a nivel nacional como internacional.
Estos beneficios, le permitieron a Proton tomar medidas para aumentar su eficiencia productiva, lo que incluyó la creación de una planta de producción altamente automatizada y con una capacidad productiva de hasta 150.000 unidades por año.
Actualmente, la compañía trata de establecer centros de producción a nivel internacional. El objetivo, es tratar de abarcar mercados como los de Siria, Irán o China. Además de su ámbito nacional, Proton ha demostrado ser un fuerte competidor a nivel internacional, con participación en 50 países, entre ellos gran parte de Asia, el Oriente Medio, el Reino Unido, y partes de Europa continental. Actualmente, Proton se cotiza en la Bolsa de Valores de Kuala Lumpur, con un 65% de las acciones.
La empresa produce una amplia gama de turismos: Su popular sedán Wira y otros modelos como el Gen2, Savyy, Impian, Persona. Algunos de estos modelos, están basados en coches pertenecientes al productor japonés Mitsubishi Motors, tal es el caso del Wira que está basado en el Mitsubishi Lancer V. Esto se debe a una alianza tejida en los años 1990 entre ambos gigantes automotrices, unión que finalizó a comienzos del siglo XXI.
A mediados de la década de 1990, Proton consigue hacerse con la mayoría del paquete accionario del fabricante inglés de automóviles Lotus Cars, acciones que le comprara al anterior dueño de esta empresa, General Motors. Tras esta compra, Proton comenzó con el desarrollo de su propia tecnología con la colaboración de Lotus, logrando productos de gran aceptación como el Proton Savvy o el Lotus Elise. También a mediados de la década del 2000, se realizaron trabajos en conjunto con la General Motors, teniendo como fruto de estos al Opel Speedster, que también fue vendido bajo la marca inglesa Vauxhall.
Durante la década de 1990 Proton ingresó al mercado sudamericano, específicamente a Chile donde consiguió una aceptable cuota de participación, lo que es destacable por el bajo perfil del arribo de esta marca al país y los exiguos costos invertidos en publicidad. Sin embargo, las ventas finalmente no fueron las esperadas y dejó de importarse desde el año 2000 dejando a muchos clientes sin representación. En el año 2016 nuevamente hace ingreso al país de la mano de la empresa Andes Motor, inicialmente con los modelos Prevé (ya en venta en 2017) y Exora. Sin embargo, la estrategia de marketing ha sido pobre resultando en muy pocas unidades vendidas y circulando, con un futuro incierto para la marca en dicho país.